# Thịnh Bân
Thịnh Bân (tiếng Trung: 盛斌; sinh tháng 12 năm 1958) là Trung tướng Quân Giải phóng Nhân dân Trung Quốc (PLA). Ông là Ủy viên Ủy ban Trung ương Đảng Cộng sản Trung Quốc khóa XIX, nguyên là Bộ trưởng Bộ Động viên Quốc phòng Quân ủy Trung ương Trung Quốc.

## Thân thế và binh nghiệp
Thịnh Bân sinh tháng 12 năm 1958, người Dinh Khẩu, tỉnh Liêu Ninh. Ông nhập ngũ tháng 12 năm 1976 đi lên từ chiến sĩ phổ thông, Liên trưởng; Tham mưu; Tiểu đoàn trưởng; Tham mưu trưởng Trung đoàn. Năm 1994, nhậm chức Trung đoàn trưởng Trung đoàn 205, Sư đoàn 69, Tập đoàn quân 23.
Từ năm 1997 đến năm 2000, Thịnh Bân học tập tại Viện Nghiên cứu sinh, Đại học Quốc phòng Trung Quốc. Sau đó, ông được phân công làm Tham mưu trưởng Sư đoàn 69, Tập đoàn quân 23.
Năm 2001, Thịnh Bân du học tại Học viện Quân sự Tổng hợp quân đội Liên bang Nga. Sau khi trở về nước, ông nhậm chức Sư đoàn trưởng Sư đoàn 69, Tập đoàn quân 23. Năm 2003, bãi bỏ Tập đoàn quân 23, Sư đoàn 69 được chuyển giao về Tập đoàn quân 16 quản lý.
Năm 2006, bổ nhiệm giữ chức Tham mưu trưởng Tập đoàn quân 40 Lục quân, Quân khu Thẩm Dương. Tháng 7 năm 2007, nhận chức Phó Tư lệnh Tập đoàn quân 40 Lục quân, đồng thời phong quân hàm Thiếu tướng.
Tháng 1 năm 2009, Thịnh Bân được điều sang nhậm chức Phó Tư lệnh Tập đoàn quân 39 Lục quân, Quân khu Thẩm Dương.
Tháng 3 năm 2012, bổ nhiệm giữ chức Tư lệnh Quân khu tỉnh Hắc Long Giang, trực thuộc Quân khu Thẩm Dương. Năm 2013, Thịnh Bân được bầu làm Đại biểu Quân Giải phóng Nhân đại toàn quốc Trung Quốc khóa XII, nhiệm kỳ 2013—2018.
Tháng 12 năm 2014, nhậm chức Phó Tư lệnh Quân khu Thẩm Dương, thay thế Hầu Kế Chấn (侯继振) nghỉ hưu.
Tháng 1 năm 2016, Trung Quốc tái cơ cấu tổ chức quân đội, Thịnh Bân được chỉ định giữ chức vụ Bộ trưởng Bộ Động viên Quốc phòng Quân ủy Trung ương Trung Quốc. Tháng 8 năm 2016, Thịnh Bân thụ phong quân hàm Trung tướng. Tháng 12 năm 2016, Thịnh Bân kiêm nhiệm chức vụ Tổng thư ký Ủy ban Động viên Quốc phòng Quốc gia Trung Quốc.
Tháng 10 năm 2017, tại Đại hội Đảng Cộng sản Trung Quốc lần thứ XIX, Thịnh Bân được bầu làm Ủy viên Ủy ban Trung ương Đảng Cộng sản Trung Quốc khóa XIX. Ông nghỉ hưu vào tháng 12 năm 2021.